# Coelichneumon columbianus
Coelichneumon columbianus là một loài tò vò trong họ Ichneumonidae.